# 20th Century Studios

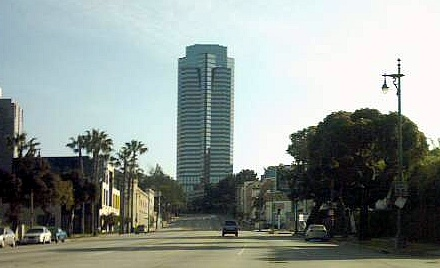
Siedziba dyrekcji 20th Century Fox.

20th Century Studios, Inc. (dawniej 20th Century Fox) – jedna z głównych amerykańskich wytwórni filmowych, położona w Century City w obszarze hrabstwa Los Angeles na zachód od Beverly Hills, własność The Walt Disney Company. W 1949 roku powstał oddział 20th Century Fox Television. Charakterystyczne fanfary odgrywane na początku filmów 20th Century Fox pojawiły się w 1953.

## Historia
W 1933 roku producent filmowy Joseph Schenck i reżyser Darryl F. Zanuck utworzyli wytwórnię filmową 20th Century Pictures, która 28 grudnia 1934 została połączona z założonym w 1915 roku przez Williama Foxa przedsiębiorstwem sprzedającym filmy Greater New York Film Rental oraz wytwórnią Fox Office Attractions Company. Na skutek tej fuzji powstała wytwórnia Twentieth Century-Fox Film Corporation, znana jako 20th Century Fox.
W 2019 roku, wraz z innymi aktywami 21st Century Fox, zostało przejęte przez The Walt Disney Company i obecnie stanowi filię Walt Disney Studios (oddział The Walt Disney Company). Na przełomie 2019 i 2020 r. nowy właściciel zmienił nazwę studia na 20th Century Studios. Stało się tak dlatego, żeby nikt nie mylił wytwórni filmowej z Fox Corporation.
W Polsce, pierwszy oddział 20th Century Fox powstał jeszcze w czasach II Rzeczypospolitej i działał jako Fox Film Towarzystwo. Prócz dystrybucji kinowej tworzono kronikę filmową „Tygodnik Dźwiękowy Foxa”.

## Źródła archiwalne
- Finding aid to the Earl I. Sponable papers, 1928-1968, at Columbia University. Rare Book & Manuscript Library.